# عنایت (هیرمند)
عنایت یک روستا در ایران است که در بخش مرکزی شهرستان هیرمند در استان سیستان و بلوچستان واقع شده‌است. عنایت ۱۹۰ نفر جمعیت دارد.

## جمعیت
این روستا در دهستان مارگان قرار دارد و براساس سرشماری مرکز آمار ایران در سال ۱۳۸۵، جمعیت آن ۱۹۰ نفر (۴۱ خانوار) بوده‌است.